# Gran Premio de Finlandia de Motociclismo
El Gran Premio de Finlandia de Motociclismo es una carrera de motociclismo de velocidad que se corrió ininterrumpidamente entre el año 1962 hasta el año 1982 en los circuitos de Tampere y Imatra, y que a partir de 2022 se correría en el Kymi Ring. En principio iba a volver en 2020, pero las ediciones de 2020, 2021 y 2022 fueron canceladas por culpa de la pandemia de COVID-19.
El maximó ganador de este gran premio es Giacomo Agostini con 17 victorias: 10 en 500cc y 7 en 125cc, Jarno Saarinen y Teuvo Länsivuori fueron los únicos pilotos finlandeces en ganar en casa.

## Ganadores del Gran Premio de Finlandia de Motociclismo

### Ganadores múltiples (pilotos)
| # Victorias | Piloto               | Victorias | Victorias                                                  |
| # Victorias | Piloto               | Categoría | Años ganador                                               |
| ----------- | -------------------- | --------- | ---------------------------------------------------------- |
| 17          | Giacomo Agostini     | 500 cc    | 1965, 1966, 1967, 1968, 1969, 1970, 1971, 1972, 1973, 1975 |
| 17          | Giacomo Agostini     | 350 cc    | 1965, 1966, 1969, 1970, 1971, 1972, 1973                   |
| 4           | Mike Hailwood        | 500 cc    | 1963                                                       |
| 4           | Mike Hailwood        | 350 cc    | 1963                                                       |
| 4           | Mike Hailwood        | 250 cc    | 1966, 1967                                                 |
| 4           | Phil Read            | 500 cc    | 1974                                                       |
| 4           | Phil Read            | 250 cc    | 1968                                                       |
| 4           | Phil Read            | 125 cc    | 1966, 1968                                                 |
| 4           | Walter Villa         | 350cc     | 1976                                                       |
| 4           | Walter Villa         | 250 cc    | 1974, 1976, 1977                                           |
| 4           | Kork Ballington      | 350 cc    | 1978                                                       |
| 4           | Kork Ballington      | 250 cc    | 1978, 1979, 1980                                           |
| 4           | Ángel Nieto          | 125 cc    | 1978, 1980, 1981                                           |
| 4           | Ángel Nieto          | 50 cc     | 1975                                                       |
| 3           | Hugh Anderson        | 125 cc    | 1963, 1965                                                 |
| 3           | Hugh Anderson        | 50 cc     | 1964                                                       |
| 2           | Luigi Taveri         | 125 cc    | 1964                                                       |
| 2           | Luigi Taveri         | 50 cc     | 1962                                                       |
| 2           | Dave Simmonds        | 125 cc    | 1969, 1970                                                 |
| 2           | Rodney Gould         | 250 cc    | 1970, 1971                                                 |
| 2           | Kent Andersson       | 250 cc    | 1969                                                       |
| 2           | Kent Andersson       | 125 cc    | 1972                                                       |
| 2           | Julien van Zeebroeck | 50 cc     | 1974, 1976                                                 |
| 2           | Pier Paolo Bianchi   | 125 cc    | 1976, 1977                                                 |
| 2           | Johnny Cecotto       | 500 cc    | 1977                                                       |
| 2           | Johnny Cecotto       | 350 cc    | 1975                                                       |
| 2           | Wil Hartog           | 500 cc    | 1978, 1980                                                 |
| 2           | Anton Mang           | 350 cc    | 1982                                                       |
| 2           | Anton Mang           | 250 cc    | 1981                                                       |

### Ganadores múltiples (constructores)
| # Victorias | Constructor     | Victorias | Victorias                                                        |
| # Victorias | Constructor     | Categoría | Años ganador                                                     |
| ----------- | --------------- | --------- | ---------------------------------------------------------------- |
| 19          | MV Agusta       | 500 cc    | 1963, 1965, 1966, 1967, 1968, 1969, 1970, 1971, 1972, 1973, 1974 |
| 19          | MV Agusta       | 350 cc    | 1963, 1965, 1966, 1969, 1970, 1971, 1972, 1973                   |
| 15          | Yamaha          | 500 cc    | 1975, 1977                                                       |
| 15          | Yamaha          | 350 cc    | 1974, 1975                                                       |
| 15          | Yamaha          | 250 cc    | 1965, 1968, 1969, 1970, 1971, 1972, 1973, 1982                   |
| 15          | Yamaha          | 125 cc    | 1966, 1968, 1972                                                 |
| 10          | Suzuki          | 500 cc    | 1976, 1978, 1979, 1980, 1981                                     |
| 10          | Suzuki          | 125 cc    | 1963, 1965, 1967, 1971                                           |
| 10          | Suzuki          | 50 cc     | 1964                                                             |
| 10          | Kawasaki        | 350 cc    | 1977, 1978, 1979, 1982                                           |
| 10          | Kawasaki        | 250 cc    | 1978, 1979, 1980, 1981                                           |
| 10          | Kawasaki        | 125 cc    | 1969, 1970                                                       |
| 6           | Honda           | 350 cc    | 1962, 1964                                                       |
| 6           | Honda           | 250 cc    | 1966, 1967                                                       |
| 6           | Honda           | 125 cc    | 1964                                                             |
| 6           | Honda           | 50 cc     | 1962                                                             |
| 5           | Harley Davidson | 350 cc    | 1976                                                             |
| 5           | Harley Davidson | 250 cc    | 1974, 1975, 1976, 1977                                           |
| 4           | Kreidler        | 50 cc     | 1963, 1974, 1975, 1976                                           |
| 3           | Minarelli       | 125 cc    | 1978, 1980, 1981                                                 |
| 2           | Morbidelli      | 125 cc    | 1976, 1977                                                       |

### Por año
| Año  | Circuito  | MotoE        | MotoE       | MotoE        | MotoE       | Moto3        | Moto3       | Moto2        | Moto2       | MotoGP       | MotoGP      |
| Año  | Circuito  | Carrera 1    | Carrera 1   | Carrera 2    | Carrera 2   | Moto3        | Moto3       | Moto2        | Moto2       | MotoGP       | MotoGP      |
| Año  | Circuito  | Piloto       | Constructor | Piloto       | Constructor | Piloto       | Constructor | Piloto       | Constructor | Piloto       | Constructor |
| ---- | --------- | ------------ | ----------- | ------------ | ----------- | ------------ | ----------- | ------------ | ----------- | ------------ | ----------- |
| 2022 | Kymi Ring | Bandera de ? |             | Bandera de ? |             | Bandera de ? |             | Bandera de ? |             | Bandera de ? |             |

| Año  | Circuito  | Moto3                           | Moto3                           | Moto2                           | Moto2                           | MotoGP                          | MotoGP                          |                                 |
| Año  | Circuito  | Piloto                          | Constructor                     | Piloto                          | Constructor                     | Piloto                          | Constructor                     |                                 |
| ---- | --------- | ------------------------------- | ------------------------------- | ------------------------------- | ------------------------------- | ------------------------------- | ------------------------------- | ------------------------------- |
| 2021 | Kymi Ring | Edición cancelada - Coronavirus | Edición cancelada - Coronavirus | Edición cancelada - Coronavirus | Edición cancelada - Coronavirus | Edición cancelada - Coronavirus | Edición cancelada - Coronavirus | Edición cancelada - Coronavirus |
| 2020 | Kymi Ring | Edición cancelada - Coronavirus | Edición cancelada - Coronavirus | Edición cancelada - Coronavirus | Edición cancelada - Coronavirus | Edición cancelada - Coronavirus | Edición cancelada - Coronavirus | Edición cancelada - Coronavirus |

| Año  | Circuito | 50 cc                | 50 cc       | 125 cc             | 125 cc      | 250 cc           | 250 cc          | 350 cc            | 350 cc          | 500 cc            | 500 cc      |
| Año  | Circuito | Piloto               | Constructor | Piloto             | Constructor | Piloto           | Constructor     | Piloto            | Constructor     | Piloto            | Constructor |
| ---- | -------- | -------------------- | ----------- | ------------------ | ----------- | ---------------- | --------------- | ----------------- | --------------- | ----------------- | ----------- |
| 1982 | Imatra   |                      |             | Iván Palazzese     | MBA         | Christian Sarron | Yamaha          | Anton Mang        | Kawasaki        |                   |             |
| 1981 | Imatra   |                      |             | Ángel Nieto        | Minarelli   | Anton Mang       | Kawasaki        |                   |                 | Marco Lucchinelli | Suzuki      |
| 1980 | Imatra   |                      |             | Ángel Nieto        | Minarelli   | Kork Ballington  | Kawasaki        |                   |                 | Wil Hartog        | Suzuki      |
| 1979 | Imatra   |                      |             | Ricardo Tormo      | Bultaco     | Kork Ballington  | Kawasaki        | Gregg Hansford    | Kawasaki        | Boet van Dulmen   | Suzuki      |
| 1978 | Imatra   |                      |             | Ángel Nieto        | Minarelli   | Kork Ballington  | Kawasaki        | Kork Ballington   | Kawasaki        | Wil Hartog        | Suzuki      |
| 1977 | Imatra   |                      |             | Pier Paolo Bianchi | Morbidelli  | Walter Villa     | Harley Davidson | Takazumi Katayama | Kawasaki        | Johnny Cecotto    | Yamaha      |
| 1976 | Imatra   | Julien van Zeebroeck | Kreidler    | Pier Paolo Bianchi | Morbidelli  | Walter Villa     | Harley Davidson | Walter Villa      | Harley Davidson | Pat Hennen        | Suzuki      |
| 1975 | Imatra   | Ángel Nieto          | Kreidler    |                    |             | Michel Rougerie  | Harley Davidson | Johnny Cecotto    | Yamaha          | Giacomo Agostini  | Yamaha      |
| 1974 | Imatra   | Julien van Zeebroeck | Kreidler    |                    |             | Walter Villa     | Harley Davidson | John Dodds        | Yamaha          | Phil Read         | MV Agusta   |
| 1973 | Imatra   |                      |             | Otello Buscherini  | Malanca     | Teuvo Länsivuori | Yamaha          | Giacomo Agostini  | MV Agusta       | Giacomo Agostini  | MV Agusta   |
| 1972 | Imatra   |                      |             | Kent Andersson     | Yamaha      | Jarno Saarinen   | Yamaha          | Giacomo Agostini  | MV Agusta       | Giacomo Agostini  | MV Agusta   |
| 1971 | Imatra   |                      |             | Barry Sheene       | Suzuki      | Rodney Gould     | Yamaha          | Giacomo Agostini  | MV Agusta       | Giacomo Agostini  | MV Agusta   |
| 1970 | Imatra   |                      |             | Dave Simmonds      | Kawasaki    | Rodney Gould     | Yamaha          | Giacomo Agostini  | MV Agusta       | Giacomo Agostini  | MV Agusta   |
| 1969 | Imatra   |                      |             | Dave Simmonds      | Kawasaki    | Kent Andersson   | Yamaha          | Giacomo Agostini  | MV Agusta       | Giacomo Agostini  | MV Agusta   |
| 1968 | Imatra   |                      |             | Phil Read          | Yamaha      | Phil Read        | Yamaha          |                   |                 | Giacomo Agostini  | MV Agusta   |
| 1967 | Imatra   |                      |             | Stuart Graham      | Suzuki      | Mike Hailwood    | Honda           |                   |                 | Giacomo Agostini  | MV Agusta   |
| 1966 | Imatra   |                      |             | Phil Read          | Yamaha      | Mike Hailwood    | Honda           | Giacomo Agostini  | MV Agusta       | Giacomo Agostini  | MV Agusta   |
| 1965 | Imatra   |                      |             | Hugh Anderson      | Suzuki      | Mike Duff        | Yamaha          | Giacomo Agostini  | MV Agusta       | Giacomo Agostini  | MV Agusta   |
| 1964 | Imatra   | Hugh Anderson        | Suzuki      | Luigi Taveri       | Honda       |                  |                 | Jim Redman        | Honda           | Jack Ahearn       | Norton      |
| 1963 | Tampere  | Hans-Georg Anscheidt | Kreidler    | Hugh Anderson      | Suzuki      |                  |                 | Mike Hailwood     | MV Agusta       | Mike Hailwood     | MV Agusta   |
| 1962 | Tampere  | Luigi Taveri         | Honda       |                    |             |                  |                 | Tommy Robb        | Honda           | Alan Shepherd     | Matchless   |